# Rampage (personaje)
Stuart Clarke es un personaje ficticio que aparece en los cómics estadounidenses publicados por Marvel Comics. El personaje es representado como un ex supervillano que luchó por primera vez como Rampage contra el efímero equipo Los Campeones. Es un aliado de Punisher, reemplazando a Microchip.
Eric André interpreta al personaje en la serie del Universo cinematográfico de Marvel para Disney+,  Ironheart (2025).

## Historial de publicaciones
Apareció por primera vez en The Champions #5 (abril 1976) y fue creado por Tony Isabella, Don Heck y John Tartag.

## Biografía ficticia
Stuart Clarke nació en East Lansing, Míchigan. El trabajaba como ingeniero en una empresa cuando creó un traje de exoesqueleto. Su empresa quebró por la recesión e intentó atracar un banco, pero luchó y fue derrotado por Los Campeones.El fue liberado de la custodia por Griffin y Darkstar. El volvió a luchar contra los Campeones y resultó herido en una explosión.Posteriormente, Clarke necesitó usar una silla de ruedas y buscó vengarse de los Campeones poco después de su disolución. El se las arregla para hipnotizar a Iceman y atraparlo en uno de los trajes de Rampage, lo que lo obliga a luchar contra Ángel y un visitante Spider-Man.
Clarke termina sin hogar y sus trajes se guardan en un laboratorio, mientras científicos con fines de lucro estudian minuciosamente sus secretos. Clarke ha escondido un pequeño dispositivo que le permite, durante muchas semanas, desbloquear los protocolos de control del traje. Al final, literalmente estallan solos. Clarke y varios de sus amigos sin hogar se ponen los trajes y se hacen conocidos como los Recession Raiders. Ellos pronto se pelean con el Hombre Maravilla y Bestia. La pelea se vuelve peligrosa cuando el traje golpea a Bestia con una chimenea de ladrillo. Enfurecido, Hombre Maravilla somete a todo el escuadrón.Bestia se recupera después de una breve estancia en el hospital.
Lotus, el enemigo de Hombre Maravilla, saca a Clarke de la cárcel y participa en la creación del equipo blindado Armed Response. Junto con Splice y Armed Response, Lotus envió a Rampage para luchar contra Hombre Maravilla y el grupo superpoderoso, los Crazy-Eight. Los ocho, todos amigos personales de Hombre Maravilla, logran pedir la ayuda de Hombre Maravilla y los villanos son derrotados. Durante la pelea, Rampage duda en matar a varios miembros de los Ocho; preguntándose en cambio si podría utilizarlos para crear una mejor tecnología.
Rampage y su traje se convierten en la base de una fuerza de seguridad privada para Los Ángeles. Este grupo se llama 'Respuesta Armada' y es secretamente corrupto. Los Crazy-Eight entregan pruebas de ello a los medios de comunicación, a pesar del intento de Armed Response de asesinarlos. La fuerza está cerrada.
Años más tarde, Stuart Clarke trabaja para la magnate y supercriminal Sunset Bain, junto con Parnell Jacobs, el villano War Machine. Clarke aparentemente construyó una armadura completamente nueva, retroingeniería a partir de la original, que había sido encontrada por Jacobs. Después de una prueba de fuego exitosa, Clarke mejoró considerablemente la armadura, pero Bain lo despidió después de que no logró destruir a Iron Man.Más tarde, cuando está trabajando con Punisher (ver más abajo), usa Castle para eliminar a Bain, quien los había estado enfrentando a él y a Jacobs.

### Punisher
Stuart es visto trabajando con Punisher durante la Guerra Civil. El está obsesionado con Iron Man y le está dando a Punisher los medios para localizar a los supervillanos de alta tecnología; Después de esto, Frank derrota a Stilt-Man y Tinkerer.Durante un tiempo, Clarke se desempeña como ex experto en armas y recolector de información de Punisher, Microchip.
En el transcurso de la serie, Stuart comienza a sentir una gran admiración por Frank y la guerra de Frank contra el crimen. Cuando G. W. Bridge y Jigsaw se arriesgan en sus intentos separados de localizar a Frank, Stuart se ve obligado a esconderse con Diamonelle, una mujer que había estado atendiendo las heridas de Frank.
Más tarde, cuando llega la noticia de que Frank ha sido detenido por S.H.I.E.L.D., Stuart está dispuesto a arriesgar su propia vida por el "único amigo que tuvo y que nunca lo defraudó". Antes de que pueda seguir adelante, Diamonelle le dispara varias veces, quien se revela como un agente doble y en el proceso también le revela a Stuart que Frank mató a su novia, Tati, en un viaje anterior a México.
Stuart sobrevivió al tiroteo, habiendo perdido tres dedos de una mano.Rampage apareció entre los miembros del Sindicato del Crimen de Hood.En Invasión secreta, él se encuentra entre los muchos supervillanos que se reincorporaron al sindicato criminal de Hood y atacaron a una fuerza invasora Skrull.En medio de la invasión, Clarke se enteró de que Punisher era de hecho responsable de matar a su novia y jura matar a Frank, poniéndose nuevamente su disfraz de Rampage. En medio de una batalla entre skrulls, arrincona a Frank y Bridge. Cuando los tres son atacados más tarde por un francotirador Skrull, Clarke opta por acabar con el Skrull ya que tiene poderes, durante esto Punisher descubre que el encarcelamiento de Clarke se debió a que mató a un policía, lo que llevó a una batalla entre los dos. Concluye con ambos atrapados en una habitación donde los Skrulls dispararon un cohete, dejando a Clarke con muchas cicatrices, de una manera similar a Jigsaw, y jurando vengarse de Frank Castle.
Clarke comienza una vida de delitos de cuello blanco, durante la cual se encuentra con Jigsaw y se alía con él. Juntos, "los hermanos Jigsaw" contratan a Lady Gorgon para que se haga pasar por Maria Castle mientras manipulan al hijo separado de Jigsaw, Henry, para que los ayude con su plan para capturar y matar a Punisher. Cuando Henry los traiciona, Clarke intenta matarlo, pero Jigsaw lo detiene, quien apuñala y dispara a Clarke y al mismo tiempo admite que tiene razón acerca de que Henry es un lastre.
Clarke de alguna manera apareció con vida, ya que más tarde se demostró que estaba entre los asistentes a una reunión de supervillanos en la que es estrellado por Iron Man (Victor von Doom).
Durante el arco "Buscar a Tony Stark", Rampage es visto como un miembro de la pandilla de Hood mientras atacan el Castillo Doom.Él y Shockwave sostuvieron los brazos del Doctor Doom mientras el Demoledor trabaja para romper su armadura de Iron Man.

## Poderes y habilidades
Stuart Clarke es un genio, con un título avanzado en ingeniería. Como Rampage, poseía un traje de poder que le daba fuerza sobrehumana y durabilidad.

## En otros medios
Stuart Clarke / Rampage aparece en Ironheart (2025), interpretado por Eric André.Esta versión es miembro de una banda callejera de Chicago liderada por The Hood, quien luego es expulsado, reemplazado por Riri Williams y asesinado por "H.R. John" King fuera de la pantalla.